# Netzbelegungsvektor
Der Netzbelegungsvektor (englisch network allocation vector, NAV) ist ein Hilfsmittel zur virtuellen Trägerprüfung im Industriestandard IEEE 802.11 für Wireless Local Area Networks (WLAN).
In einem WLAN teilen sich alle vernetzten Computer ein einzelnes Kommunikationsmedium. Würden mehrere Computer gleichzeitig Daten über das Medium senden, käme es zu Datenkollisionen und damit zu Verzögerungen oder gar Informationsverlust. Ziel der virtuellen Trägerprüfung ist es, gleichzeitige Sendeversuche zu verhindern. Dazu gibt jeder Absender vor dem Versenden seiner Daten bekannt, wie lange er das Medium belegen wird. Die Rechner des Netzes verwalten diese Zusatzinformation im Netzbelegungsvektor und können dadurch abschätzen, wann das Medium frühestens wieder verfügbar ist.
Jeder Rechner des Netzes verwaltet intern seinen eigenen Netzbelegungsvektor. Empfängt ein Rechner eine Information der Form „das Medium ist für die nächsten x Sekunden belegt“, wird die erwartete Belegungszeitspanne in den Netzbelegungsvektor eingetragen. Dieser Wert wird mit der Zeit regelmäßig hinunter gezählt, bis er den Wert null erreicht. Der Rechner unternimmt keine Sendeversuche, solange der Netzbelegungsvektor noch nicht null ist.
In WLANs erfolgt die Zeitangabe nicht in Sekunden oder einer anderen Zeiteinheit, sondern in der Anzahl der zu erwartenden Datenframes. Entgegen dem Namen ist ein Netzbelegungsvektor kein Vektor im mathematischen Sinne, sondern eine reine Zählvariable. Netzbelegungsvektoren wurden nach Einführung im Standard 802.11 auch in andere Netzwerkprotokolle übernommen, zum Beispiel Sensor Media Access Control.